# Organo della Chiesa Parrocchiale di Santa Maria Nuova di Collelongo
L'organo della Chiesa parrocchiale di Santa Maria Nuova di Collelongo, di chiara fattura ottocentesca, è stato costruito dall'organaro TOMMASO VAJOLA nel 1883 ed è posto in cantoria, di prospetto all’Altare e lateralmente all’ingresso principale della Chiesa.

## Struttura Fisica
Il palco in legno dell’organo, restaurato nella seconda metà degli anni ottanta dai F.lli Bevilacqua, ampliato e rinnovato nella struttura portante e nel rivestimento esteriore, è applicato alla parete di fondo della navata centrale e costituisce un elemento completamente autonomo nel corpo della chiesa. Il parapetto rettilineo, a balaustra, è sormontato da un largo passamano. Tutta la struttura è sorretta da due eleganti pilastrini in pietra. Ci si accede da una scala in cemento all’interno dell’adiacente campanile.
L’organo è inserito in cassa di risonanza lignea ad unico scomparto, verniciata (Larg. cm 277; Alt. cm 440; Prof. cm 180) ancorata alla parete di fondo da cui si distacca di circa cm 50, con staffe di ferro poste a varie altezze. Il profilo è piatto.
Ai lati della cassa, al di sopra del basamento (alto cm 203) figurano due lesene poggianti su pieducci (che risultano tagliati all’interno - ad antiquo - per l’inserimento del piccolo somiere di facciata del Regale) con capitelli e cornice di coronamento intagliata e sagomata; i vuoti lasciati nella parte superiore delle canne di facciata sono colmati da due festoni, verniciati e dorati. La cassa, inoltre, è provvista di alcune portelle con chiusura a naselli per l’ispezione interna. Il prospetto dell’organo (mostra) ad unica campata, è composto dalle canne del registro Principale, disposte a cuspide centrale con ali laterali ascendenti. Le bocche delle canne risultano allineate, con labbro superiore a mitria, il piede è molto alto. 
Il prospetto è completato dalla mostra delle canne ad ancia del registro Regale (Tromboncini), variamente raggruppate davanti alle canne maggiori ma in armonia con il disegno di tutta la facciata che è stata ricostruita fedelmente con materiali e tecniche appropriate secondo le norme dettate dalla tradizione organaria. Anticamente tutta la facciata dell’organo era protetta da una tenda antipolvere di cui resta traccia del congegno di chiusura all’interno della cassa.
La "consolle" del tipo "a finestra", completa di leggío, incorpora una tastiera di 50 tasti

## Struttura Fonica
Il numero totale delle canne è 762.
Il somiere maestro (bancone), come pure quello della dasseria, è del tipo "a tiro" con comando dei registri a stecca (16+1) e comando delle note a ventilabro, presenta una "secreta" ad un solo scomparto, senza divisioni intermedie, con chiusura a pannelli.
All'interno della secreta è in evidenza una scritta in latino dell’organaro Tommaso Vajola di Sora che nel 1883 ricostruisce l’organo settecentesco, rinnovandolo e accrescendolo nello strumentale: "THOMAS VAJOLA ROMANUS / FECIT ANNO DOMINI 1883". Nel corso del restauro è stata trovata un’altra scritta, in italiano, sul somiere della basseria: "Tommaso Vajola Romano Fece il presente al Organo Nuovo nell’anno del Signore 1883".
Questa diversità di linguaggio fra le due scritte fa supporre tempi diversi nella sistemazione del somiere maestro (ripristinato e modificato) da quello della basseria per i Contrabassi (che son formati da 8 canne di legno del registro Principale II di 8" + una canna di completamnento: il Do2, unite a 9 canne di rinforzo dei Contrabassi 16", tappate alla sommità, che è di nuova costruzione del Vajola.
La bocca delle canne interne è al di sopra del crivello.
Il comando della tastiera è a sistema meccanico con trasmissione "sospera" (contatto diretto tasto-ventilabro) e catenacciatura tradizionale.
L’accordatura dello strumento è il "tondo" secondo le regole della tradizione organaria.
La manticeria è costituita da un grande mantice a lanterna a due pieghe posto sul lato sinistro della cassa dalla quale sporge per circa la metà. Originariamente l’organo era alimentato da due mantici a cuneo con azionamento manuale a corde, poi a ruota. Attualmente la fornitura dell'aria necessaria è affidata ad un elettroventilatore a centrifuga con sordina che soffia nel mantice originale, ancora utilizzabile a mano, che funziona da accumulo.
La tastiera consta di 50 tasti con la prima ottava corta (in sesta o scavezza), con divisione tra Bassi e Soprani tra il Si2 e il Do3, estesa dal Do1 al Fa5 ed è lunga cm 69.
Originariamente di 45 tasti, fu ampliata verso l’acuto dal Vajola nel 1883.
Nella parte bassa della finestra che costituisce la consolle vi è la pedaliera a leggío (ricostruita in epoche successive) con 9 pedali corti, paralleli, a scavezza (Do1 Fa Re Sol Mi La Sib Si Do2), costantemente unita alla tastiera, estesa da Do1 a Do2.
Sul fianco destro delle pedaliera, due corti pedali di diversa lunghezza e a diversa altezza, a bilanciere (attacca e stacca), inseriscono tutti i registri che formano il ripieno dell’organo (Principale II + sette file di ripieno, dall’Ottava fino alla Vigesima IX). Una antica scritta "Tiratutti Alli Due Pedali" attesta tale funzione. 
Alla destra della tastiera, su un pannello sagomato e in rilievo sulla cassa, sono disposti i tiranti per il comando dei registri con pomelli in legno tornito. Sono 19 su due file verticali (9+10) nella classica disposizione di "registri di concerto" a sinistra e di "registri di ripieno" a destra.

## I Registri
Registri di Concerto

PRINCIPALE BASSI 8’
(Do/I - Si/2 = canne 20)
PRINCIPALE SOPRANI 8’
(Do/3 - Fa/5 = canne 30)
VOCE UMANA (Soprani di 8’)
(Do/3-Fa/5 = canne 30)
FLAUTO TRAVERSO (S. di 8’)
(Do/3 - Fa/5 = canne 30)
FLAUTO IN OTTAVA 4’
(Do/2 - Fa/5 = canne 42)
CORNETTA (a due file)
- in V/XII di 2.2/3’
- in III/XVII di 1.3/5’
(Do/I - Fa/5 = canne 100)
ACCIARINO (XXIX di 1/2’)
(Do/I - Fa/5 = canne 50)
REGALE SOPRANI (ance)
(Do/3 - Fa/5 = canne 30)
REGALE BASSI (ance)
(Do/I - Si/2 = canne 20)

Registri di Ripieno

PRINCIPALE II 8’
Do/2 - Fa/5 = canne 42)
OTTAVA 4’
(Do/I - Fa/5 = canne 50)
DECIMA QUINTA di 2’
(Do/I - Fa/5 = canne 50)
DECIMA NONA di 1.1/3’
(Do/I - Fa/5 = canne 50)
VIGESIMA SECONDA di 1'
VIGESIMA SECONDA DI RINFORZO
VIGESIMA SESTA di 2/3’

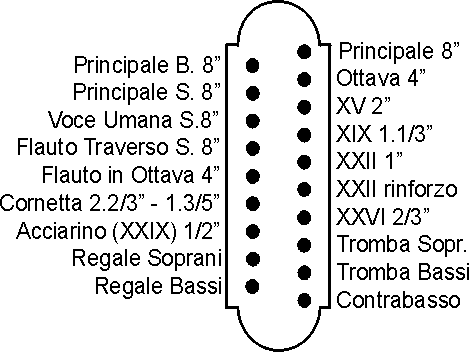
Schema del pannello dei Registri

(Do/I - Fa/5 = canne 150 - su tre file - inseparabili)
TROMBA SOPRANI
(Do/3 - Fa/5 = canne 30)
TROMBA BASSI
(Do/I - Si/2 = canne 20)

Al Pedale:

BASSI (8’)
CONTRABASSI (16’)
(Do/I - Do/2 = canne 18)
TIRATUTTI ALLI DUE PEDALI
(inserisce il Principale II, l’Ottava, la XV, la XIX, la XXII con rinforzo, la XXVI e l’Acciarino)